# Vojenská záslužná medaile (Bavorsko)
Vojenská záslužná medaile také Bavorská medaile Za statečnost (německy Militär-Verdienstmedaille, Bayerische Tapferkeitsmedaille) bylo bavorské vojenské vyznamenání. Založil ho 30. října 1794 falcký a bavorský kurfiřt Karl Theodor. Udělováno bylo za vynikající odvážné jednání v boji, a to poddůstojnictvu a řadovému mužstvu. Název Bavorská medaile Za statečnost získalo oficiálně dne 2. března 1918. Zaniklo pádem monarchie v témže roce.

## Vzhled vyznamenání
Odznakem nejstarší verze je bronzová medaile, v jejím středu je napravo hledící poprsí zakladatele v kyrysu, okolo nápis CARL THEOD. PF. B. RH. H. I. B. CHVRFVERST. Na zadní straně pak korunovaný lev s mečem a oválným štítem s erbem falcko-bavorského kurfiřtství, okolo nápis DER TAPFERKEIT (Odvaha).
Od roku 1799 se udělovala medaile s vyobrazením nového kurfiřta Maxmiliána IV. Josefa s nápisem MAX. JOS. CHVRF. ZV PFALZBAIERN (Maxmimilian Joseph Kurfürst zu Pfalz-Bayern, Maxmilián Josef kurfiřt pfalc-bavorský). Po povýšení kurfiřtství na království roku 1806 se změnil nápis na přední straně na MAXIMILIAN JOSEPH KOENIG VON BAIERN (Maxmilián Josef král bavorský) a poprsí bylo obráceno (nyní hledělo doleva). Navíc erb na zadní straně byl změněn na královský bavorský.
Stuha černá s bílo-modrobílými postranními pruhy.